# Tanger
Tanger (ejtsd Tanzsé, arabul طنجة, Tandzsa (klasszikus), Tanzsa (modern); tudományos átiratban Ṭanja, angol: Tangier) jelentős kikötőváros Marokkóban a Gibraltári-szoros nyugati végénél. Lakossága elővárosokkal 974 000 fő volt 2014-ben.
Nagy forgalmú kereskedelmi központ és iparváros. Számos bankja, híres kaszinója és mozgalmas éjszakai élete markáns nemzetközi légkört kölcsönöz neki.

## Történelme
Évszázadokon át a két földrész kapuja volt. Az i. e. 5. században alapították a karthágóiak. A föníciaiak, a görögök, majd rómaiak, mind alapítottak itt várost. A rómaiak alapította Tingist a vandálok foglalták el (5. század), majd a bizánciak szállták meg (6. század), végül pedig az arabok vették be (8. század). Ezen utóbbiak 711-ben innen indultak el Spanyolország meghódítására. A későbbi évszázadokban Tanger megszállói között találjuk a portugálokat (1471–1580 és 1656–1662), a spanyolokat (1580–1656) és az angolokat (1661–1684). Majd Tanger az arab Marokkó része lett. Aranykorát 1912 és 1956 között élte, amikor nemzetközi közigazgatás alatt állt, és virágzó kereskedelmi központ volt.

## Népesség
| 2014 | 947 952   |
| 2024 | 1 275 428 |

## Turizmus
Központja a forgalmas Grand Socco piac, ahol éjjel-nappal folyik az élet. Hivatalos neve a térképen Place du 9 Avril 1947. A Grand Socco ellentétes oldalán áll a Sidi Bou Abid-mecset. Minaretje fajanszdíszítésű. A Grand Socco mellett kezdődik az óváros (medina), amelyet a kaszba (fellegvár) ural – ez magában foglalja a Dár-el-Makhzen-t (szultáni palota), melynek lakosztályaiból marokkói művészeti múzeumot hoztak létre, benne az ország különböző tájainak művészeti tárgyaival.
A Medina (óváros) fő látnivalói:
- Kaszba-palota , Tanger kormányzóinak egykori rezidenciája
- Kaszba-mecset
- Ibn Battúta állítólagos sírja
- Petit Socco , a medina alsó (déli) szakaszának központi tere
- Rue Es-Siaghine a Petit Socco-hoz vezet
- Dar Niaba
- Szeplőtelen Fogantatás temploma
- Tangeri Nagymecset (17. század)
- Hotel Continental
- zsinagógák (Avraham Toledano zsinagóga, Beit Yehuda zsinagóga, Moshe Nahon zsinagóga)
- Volt amerikai követség
- Carmen Macein Múzeum
- A Marokkói Ókortörténeti Múzeumnak a Dár Sorfa-palota ad otthont.

A tengerparthoz közeli Avenue d'Espagne pálmafasoros sétányán járva, éttermei, szállodai kávézói, nemzetközi élete, Nizza hangulatát idézi.
A város környéke fürdő- és üdülőhelyek sokaságából áll.
Tangertől keletre fekszik a Malabata-fok és nyugatra a Spartel-fok, mindkettőn van világítótorony. A kettő között mintegy 22 km-nyi, sziklás kis öblökkel tarkított szép tengerpart húzódik, ahonnan kilátás nyílik a szoroson át Spanyolország földjére.

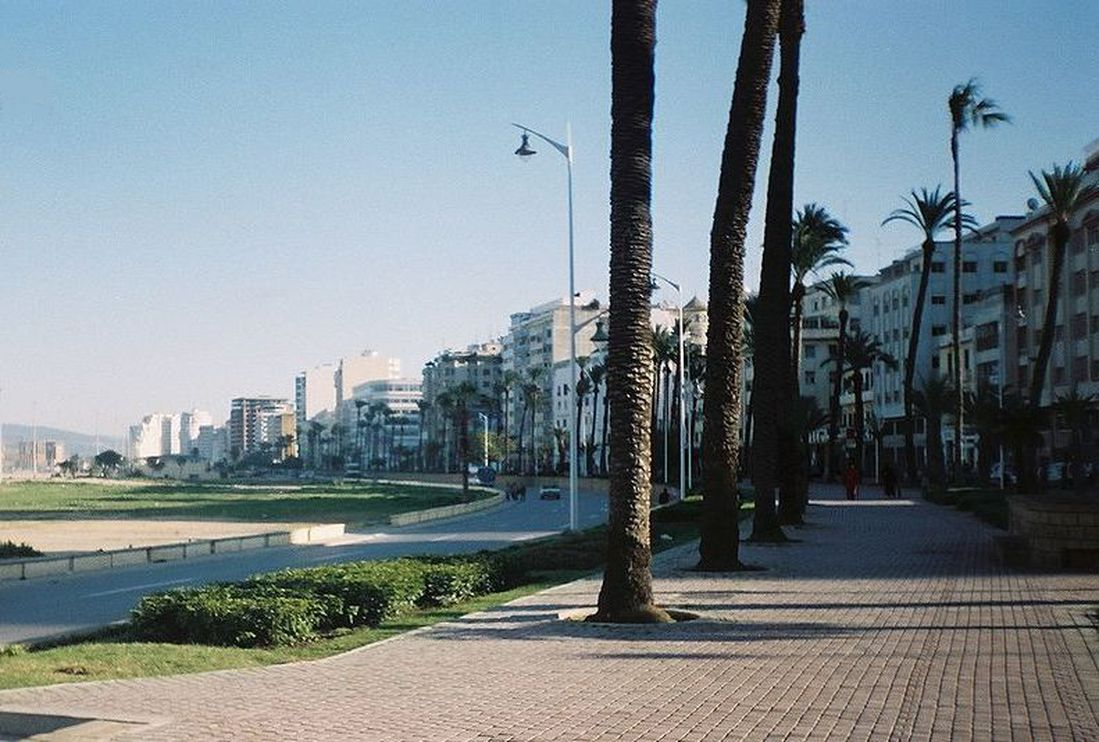
VI. Mohammed sugárút
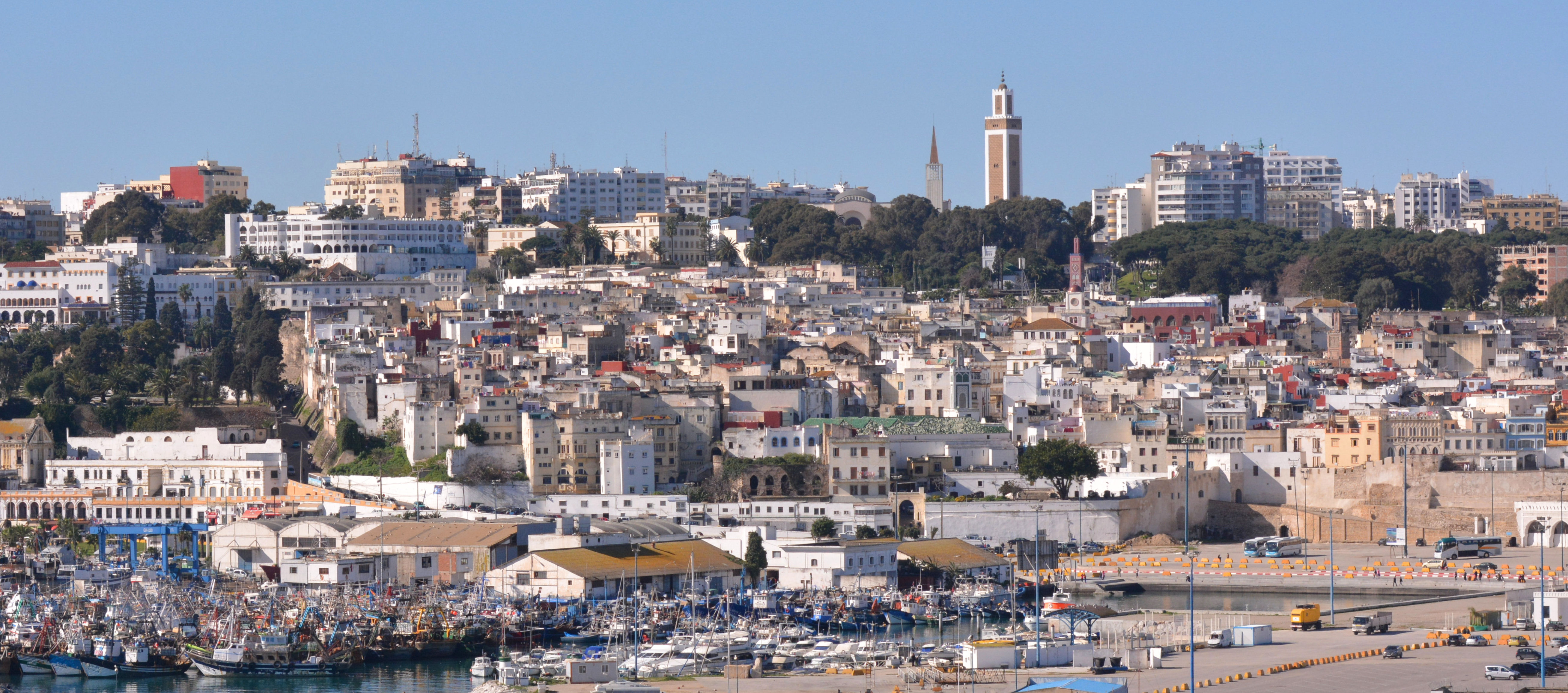
Városkép
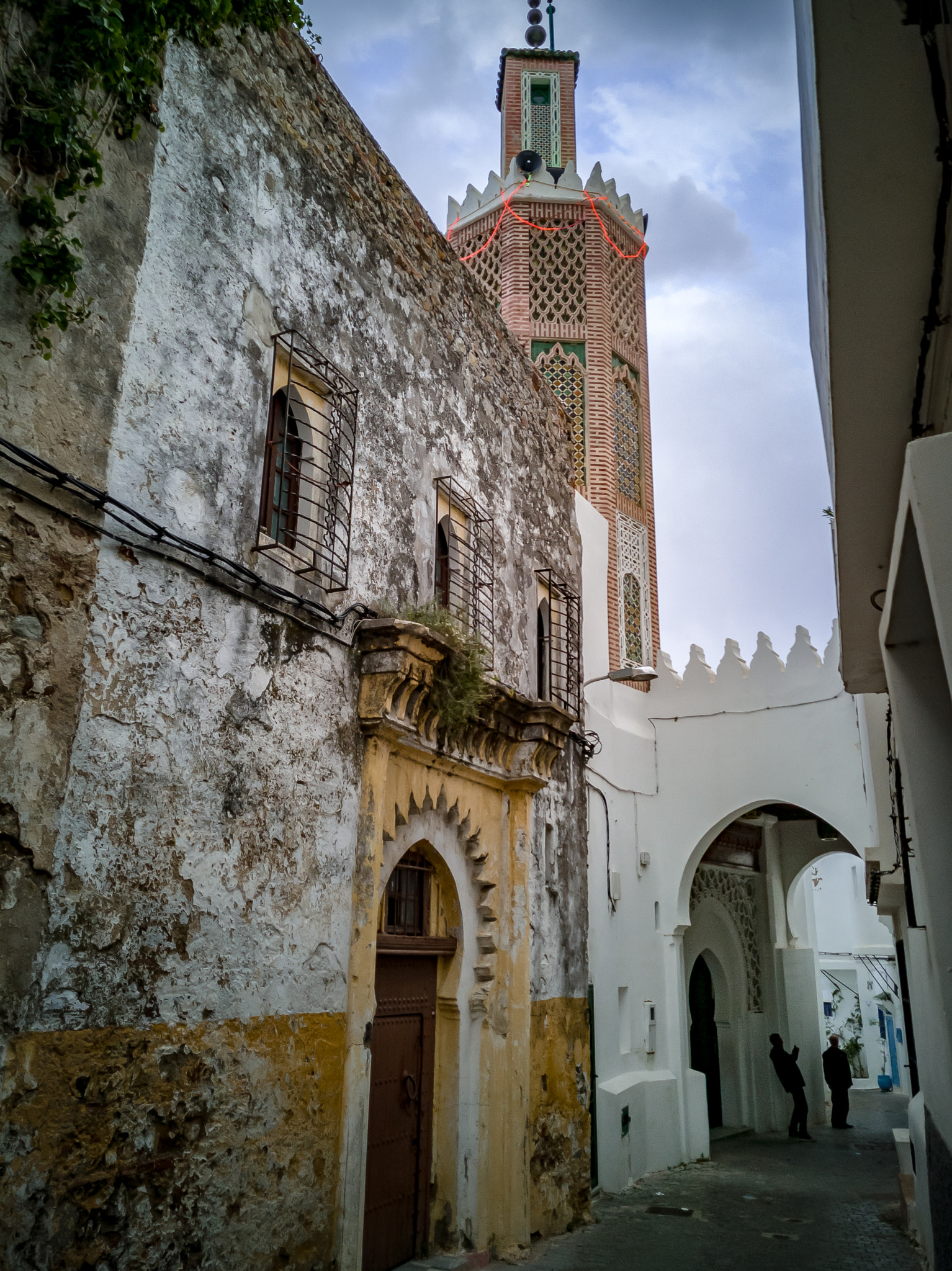
A Kaszba-mecset
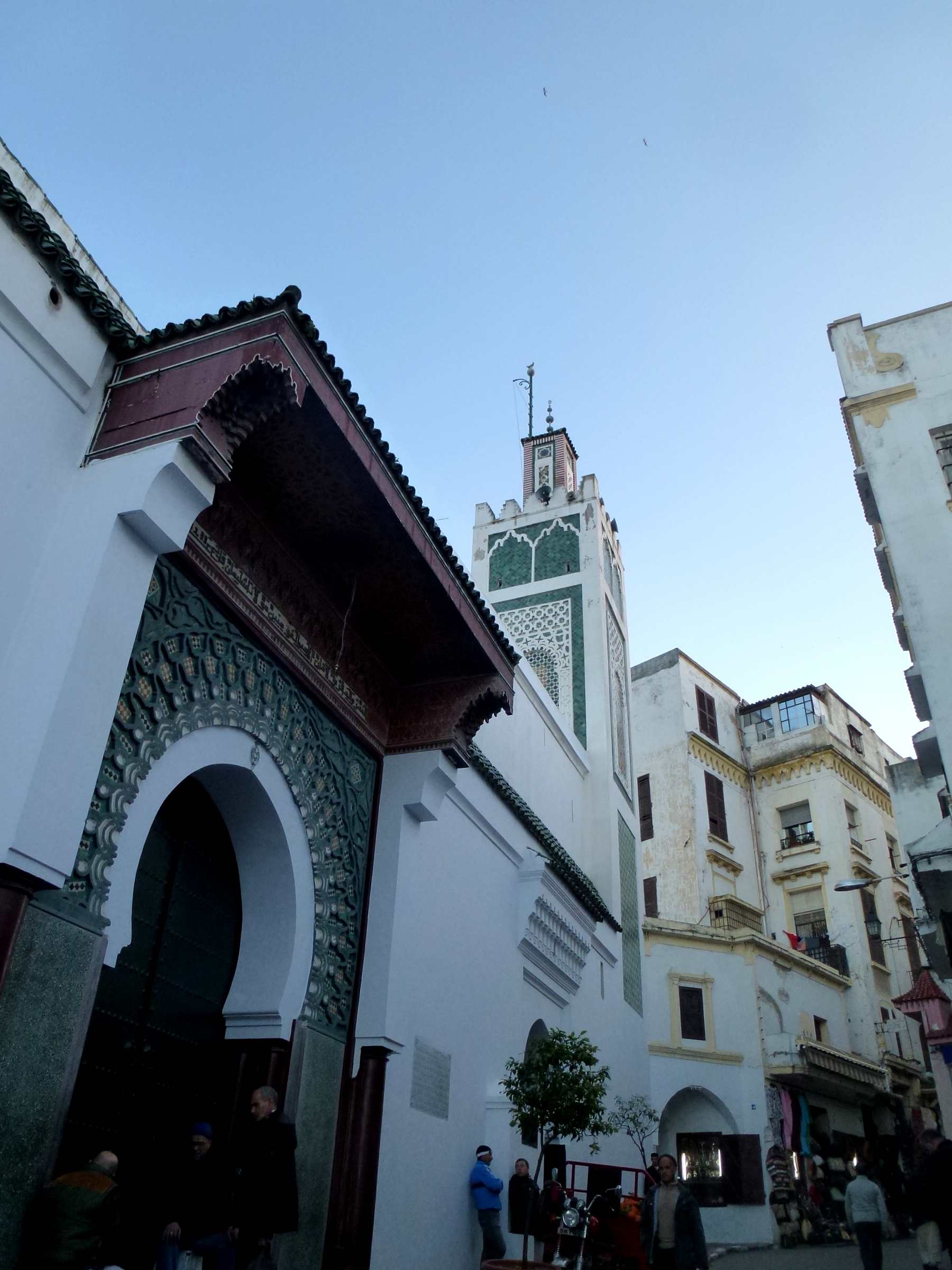
A Nagymecset
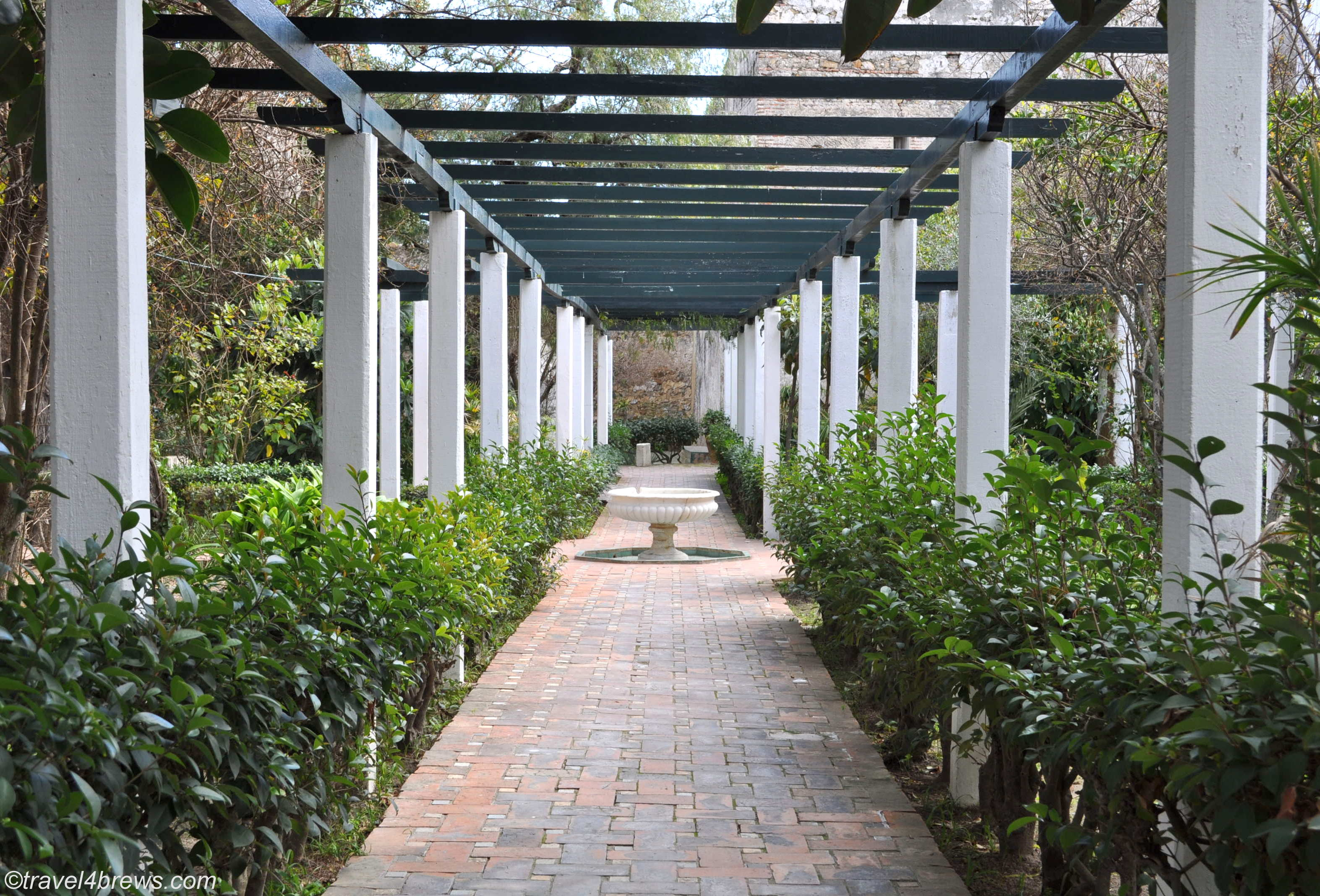
A Kaszba-palota (múzeum) udvara
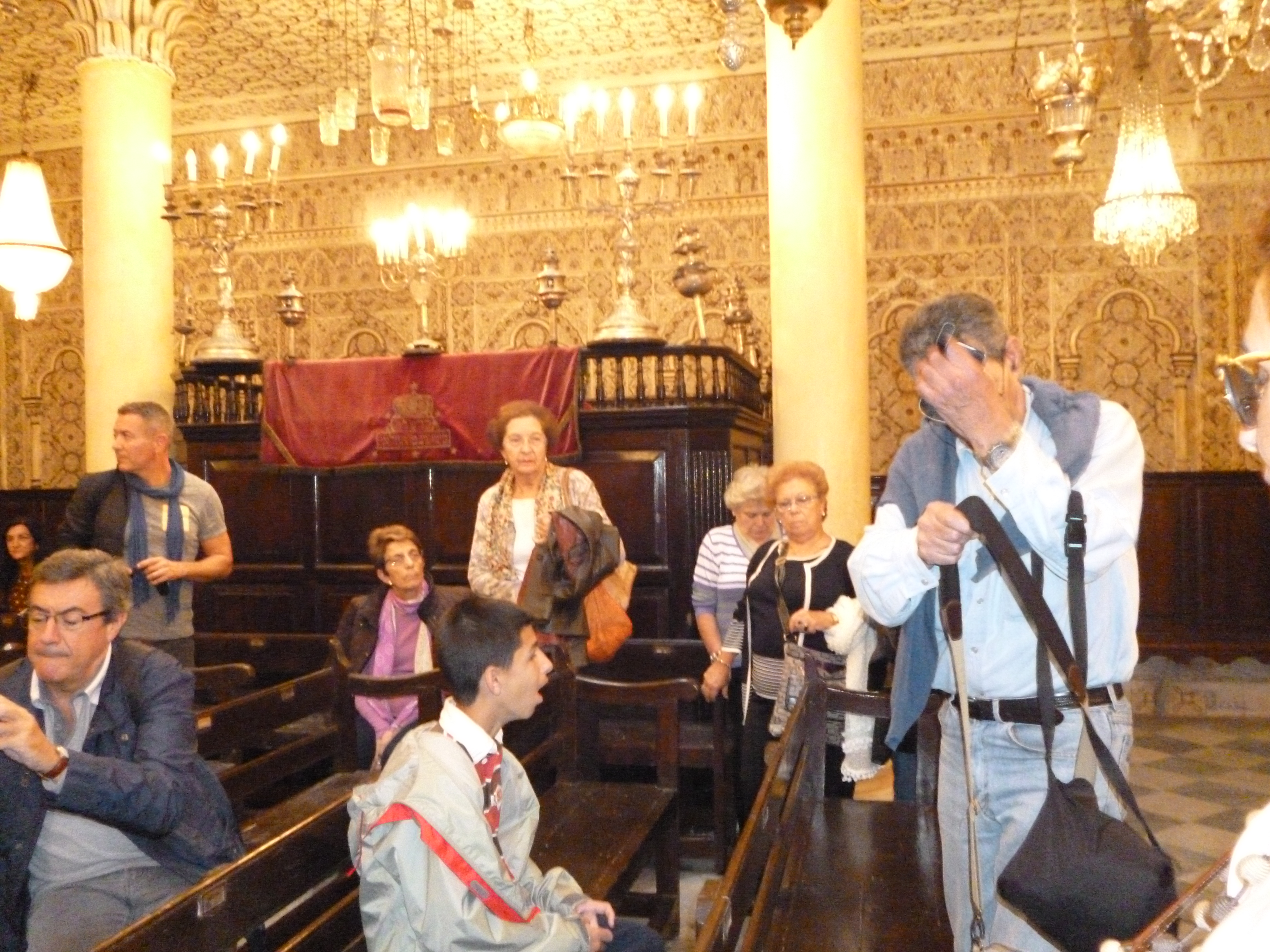
Moshe Nahon zsinagóga
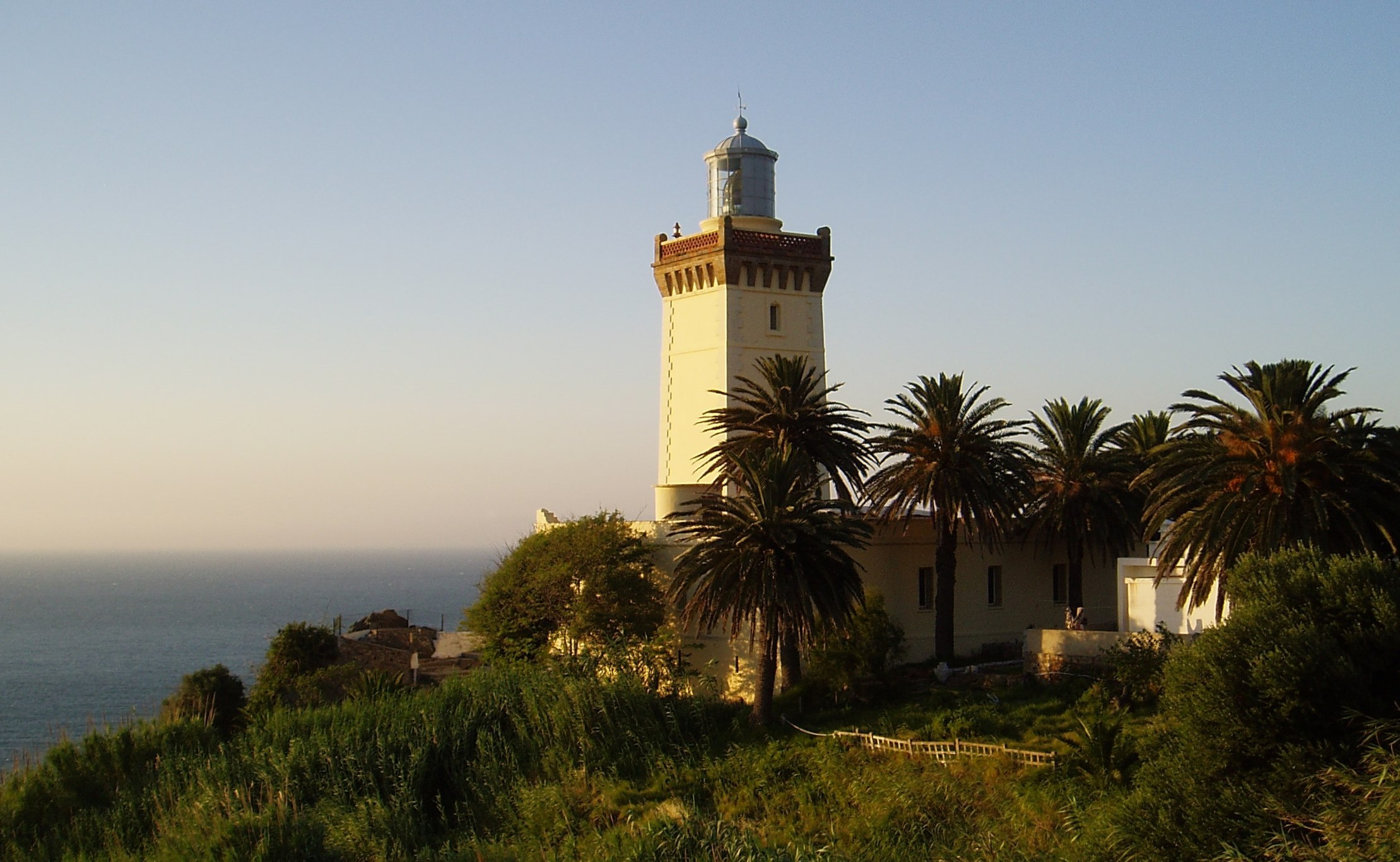
Világítótorony a Spartel-fokon

## Oktatás
A közoktatás angol, arab, francia és spanyol módszerek szerint történhet az első 12 osztályban. Sok felsőoktatási intézmény működik a városban és környékén.

### Nemzetközi alapoktatás
- American School of Tangier
- École Adrien Berchet (francia általános iskola)
- Groupe scolaire Le Détroit (francia iskola)
- Colegio Ramón y Cajal (spanyol általános iskola)
- English College of Tangier

### Nemzetközi felsőbb oktatási intézmények
- American School of Tangier
- Lycée Regnault de Tanger (francia középiskola)
- Groupe scolaire Le Détroit (francia iskola)
- Instituto Español Severo Ochoa (spanyol középiskola)
- English College of Tangier
- Mohammed Fatih Turkish School of Tangier
- Tangier Anglo Moroccan School

## Éghajlata
| Hónap                                | Jan. | Feb. | Már. | Ápr. | Máj. | Jún. | Júl. | Aug. | Szep. | Okt. | Nov. | Dec. | Év   |
| ------------------------------------ | ---- | ---- | ---- | ---- | ---- | ---- | ---- | ---- | ----- | ---- | ---- | ---- | ---- |
| Átlagos max. hőmérséklet (°C)        | 16,2 | 16,8 | 18,0 | 19,2 | 22,0 | 25,0 | 28,3 | 28,6 | 27,3  | 23,7 | 19,6 | 17,0 | 21,8 |
| Átlagos min. hőmérséklet (°C)        | 8,8  | 9,4  | 10,0 | 11,2 | 13,4 | 16,2 | 18,7 | 19,0 | 18,3  | 15,6 | 12,2 | 9,7  | 13,6 |
| Átl. csapadékmennyiség (mm)          | 103  | 99   | 72   | 62   | 37   | 14   | 2    | 2    | 15    | 65   | 135  | 129  | 735  |
| Forrás: Deutscher Wetterdienst, NOAA |      |      |      |      |      |      |      |      |       |      |      |      |      |

## Közlekedés
2015-től a várost nagysebességű vasútvonal köti össze Kenitrával.
Légikikötője a Tanger Ibn Battúta nemzetközi repülőtér, aminek 2017-ben egymilliós utasforgalma volt.

## Érdekesség
Itt élt Bánffy Katalin, aki nagy gonddal és hozzáértéssel gondozta apja, Bánffy Miklós írói hagyatékát.

## Fordítás
- Ez a szócikk részben vagy egészben  a   Tangier című angol Wikipédia-szócikk ezen változatának fordításán alapul.  Az eredeti cikk szerkesztőit annak laptörténete sorolja fel. Ez a jelzés csupán a megfogalmazás eredetét és a szerzői jogokat jelzi, nem szolgál a cikkben szereplő információk forrásmegjelöléseként.